# Satz von Synge
Der Satz von Synge ist ein nach John Lighton Synge benannter Lehrsatz aus dem mathematischen Gebiet der Differentialgeometrie. Er besagt, dass jede gerade-dimensionale, orientierbare Mannigfaltigkeit positiver Schnittkrümmung einfach zusammenhängend sein muss.

## Satz von Synge
- Für jede orientierbare Mannigfaltigkeit {\displaystyle M} gerader Dimension {\displaystyle \dim(M)=2n}, die eine Riemannsche Metrik positiver Schnittkrümmung {\displaystyle K\geq \delta >0} für eine Konstante {\displaystyle \delta } trägt, gilt für die Fundamentalgruppe

{\displaystyle \pi _{1}M=0}.
- Für jede nicht-orientierbare Mannigfaltigkeit {\displaystyle M} gerader Dimension, die eine Riemannsche Metrik positiver Schnittkrümmung {\displaystyle K\geq \delta >0} für eine Konstante {\displaystyle \delta } trägt, ist

{\displaystyle \pi _{1}M=\mathbb {Z} /2\mathbb {Z} }.
Die Bedingung, dass {\displaystyle K\geq \delta >0} für eine Konstante {\displaystyle \delta } gilt, ist insbesondere immer dann erfüllt, wenn {\displaystyle M} kompakt und die Schnittkrümmung {\displaystyle K>0} ist.

## Lemma von Synge
Der Beweis des Satzes von Synge folgt aus dem Lemma von Synge. Dieses besagt folgendes:
Sei {\displaystyle (M,g)} eine orientierbare Riemannsche Mannigfaltigkeit gerader Dimension mit positiver Schnittkrümmung {\displaystyle K>0}. Sei {\displaystyle c\colon \left[0,L\right]\to M} eine glatte geschlossene Geodätische der Länge {\displaystyle L(c)=L>0}. Dann gibt es eine Variation {\displaystyle V(t,\tau )=c_{\tau }(t)} von {\displaystyle c}, so dass alle Nachbarkurven {\displaystyle c_{\tau },\tau \geq 0} glatt, geschlossen und kürzer als {\displaystyle L} sind.

## Gruppentheoretische Formulierung
Der Satz von Synge ist äquivalent zum Satz von Synge-Weinstein.

## Ungerade Dimensionen
Für Mannigfaltigkeiten ungerader Dimensionen gilt der Satz von Synge nicht. Zwar hat nach dem Satz von Bonnet-Myers jede positiv gekrümmte Mannigfaltigkeit eine endliche Fundamentalgruppe, jedoch gibt es ungerade-dimensionale, positiv gekrümmte Mannigfaltigkeiten mit beliebiger zyklischer Fundamentalgruppe (Linsenräume) oder beispielsweise die Poincaré-Homologiesphäre mit einer komplizierteren Fundamentalgruppe der Ordnung 120.